# Hialeah
Hialeah is een stad in de Amerikaanse staat Florida en telt 226.419 inwoners. Het is hiermee de 75e stad in de Verenigde Staten (2000). De oppervlakte bedraagt 49,7 km², waarmee het de 215e stad is.

## Demografie
Van de bevolking is 16,6 % ouder dan 65 jaar en bestaat voor 14,7 % uit eenpersoonshuishoudens. De werkloosheid bedraagt 5,5 % (cijfers volkstelling 2000).
Ongeveer 90,3 % van de bevolking van Hialeah bestaat uit hispanics en latino's, 2,4 % is van Afrikaanse oorsprong en 0,4 % van Aziatische oorsprong.
Het aantal inwoners steeg van 187.905 in 1990 naar 226.419 in 2000.

## Klimaat
In januari is de gemiddelde temperatuur 19,1 °C, in juli is dat 28,0 °C. Jaarlijks valt er gemiddeld 1600,5 mm neerslag (gegevens op basis van de meetperiode 1961-1990).

## Geboren
- David Norona (1972), acteur

## Plaatsen in de nabije omgeving
De onderstaande figuur toont nabijgelegen plaatsen in een straal van 8 km rond Hialeah.